# Boothia (półwysep)

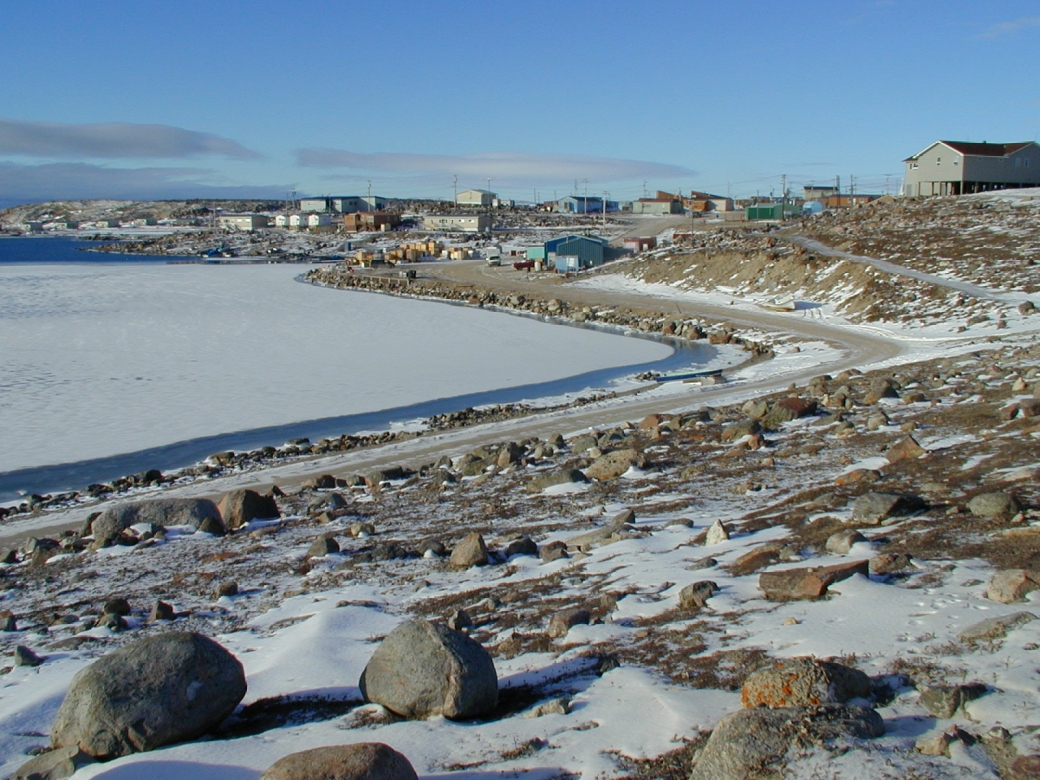
Taloyoak (2007)

Boothia (ang. Boothia Peninsula, fr. Péninsule de Boothia ; hist. Boothia Felix ) – półwysep w arktycznej części Kanady, położony między zatoką Gulf of Boothia na wschodzie a Cieśniną Franklina na zachodzie; administracyjnie leży w terytorium Nunavut.

## Nazwa
Półwysep został nazwany przez Johna Rossa (1777–1856) w 1829 roku na cześć Felixa Bootha (1780–1850), który sfinansował prywatną ekspedycję arktyczną Rossa w poszukiwaniu Przejścia Północno-Zachodniego w latach 1829–1833 .

## Geografia
Półwysep położony jest między zatoką Gulf of Boothia na wschodzie a Cieśniną Franklina na zachodzie w arktycznej części Kanady w terytorium Nunavut. Szeroki na ok. 195 km półwysep wcina się na około 275 km w Ocean Atlantycki . Na północy, od wyspy Somerset oddziela go wąska cieśnina Bellot Strait (o szerokości 2 km ), a na południu przesmyk Isthmus of Boothia łączy go z kontynentalną częścią Kanady.
Położony na jego północnym krańcu Półwysep Murchisona (71°58′N 95°31′W/71,966667 -95,516667) to najdalej wysunięty na północ obszar kontynentalnej części Ameryki Północnej .
Wnętrze półwyspu zajmuje porośnięta tundrą wyżyna (do 573 m n.p.m. ) rozciągająca się na ponad 32 km² . Środkową część półwyspu tworzą skały prekambryjskie otoczone przez niższe tereny zbudowane ze skal wapiennych .
Boothia jest słabo zaludniona  – jedyną miejscowością jest Taloyoak na południowym krańcu półwyspu, która pełni rolę ośrodka turystycznego. Miejscowa ludność znana jest z wyrobów tradycyjnego rzemiosła.

## Historia
Półwysep został odkryty przez Johna Rossa (1777–1856) w 1829 roku podczas prywatnej wyprawy arktycznej . W 1830 roku uczestniczący w wyprawie wuja James Clark Ross (1800–1862) odkrył, że Boothia to półwysep, a nie wyspa. Rok później James Clark Ross jako pierwszy ustalił położenie północnego bieguna magnetycznego, który znajdował się wówczas w południowo-zachodniej części półwyspu Boothia – ówczesne współrzędne geograficzne bieguna to 70°05.3′N 96°46′W. W następnych latach na półwyspie lądowali kolejni polarnicy – John Franklin (1786–1847)  i John Rae (1813–1893), który w 1847 roku potwierdził, że półwysep jest częścią kontynentalnej Kanady. Na Boothii przebywał również Roald Amundsen (1872–1928), który w 1904 roku przeprawił się na saniach wzdłuż wybrzeża zachodniego . Na półwyspie zimował kanadyjski polarnik Henry Larsen (1899–1964) podczas swojej przeprawy przez Przejście Północno-Zachodnie (1940–1942) .